# 에밀리 돌
에밀리 돌(Emily Dole, 1957년 9월 28일 ~ 2018년 1월 2일)은 미국의 육상 선수, 프로 레슬링 선수, 배우, 텔레비전 배우, 영화배우이다.
아메리칸사모아에서 태어났으며 오렌지에서 사망하였다. 사인은 질병이다.

## 영화
- 레슬링쇼의 화려한 여인들 (2012년)